# 新茂原站
新茂原站（日语：／ Shim-Mobara eki */?）是位於千葉縣茂原市長尾2667號，東日本旅客鐵道（JR東日本）的外房線車站。

## 歷史
- 1955年（昭和30年）9月15日：國鐵車站啟用[1]。為旅客車站。
- 1981年（昭和56年）12月1日：開設貨物起卸業務。同時以茂原站為起點站的三井東壓化學茂原工場（現時：三井化學市原工場茂原中心）專用線改為在此站作為起點。
- 1987年（昭和62年）4月1日：伴隨國鐵分割民營化，車站由東日本旅客鐵道（JR東日本）和日本貨物鐵道（JR貨物）營運[1]。
- 1994年（平成6年）10月1日：專用線內開始起卸貨櫃。
- 1996年（平成8年）3月16日：取消所有貨運列車，結束專用線到發的貨物起卸業務，以及結束專用線到發的車載貨物起卸業務。同時，三井東壓化學專用線廢止。
- 1999年（平成11年）4月1日：日本貨物鐵道車站（臨時車載貨物起卸）廢止。
- 2001年（平成13年）11月18日：此站開始使用IC卡「Suica」[2]。
- 2010年（平成22年）12月4日：日間直通至京葉線的快速列車開始停靠此站[3]。

## 車站構造

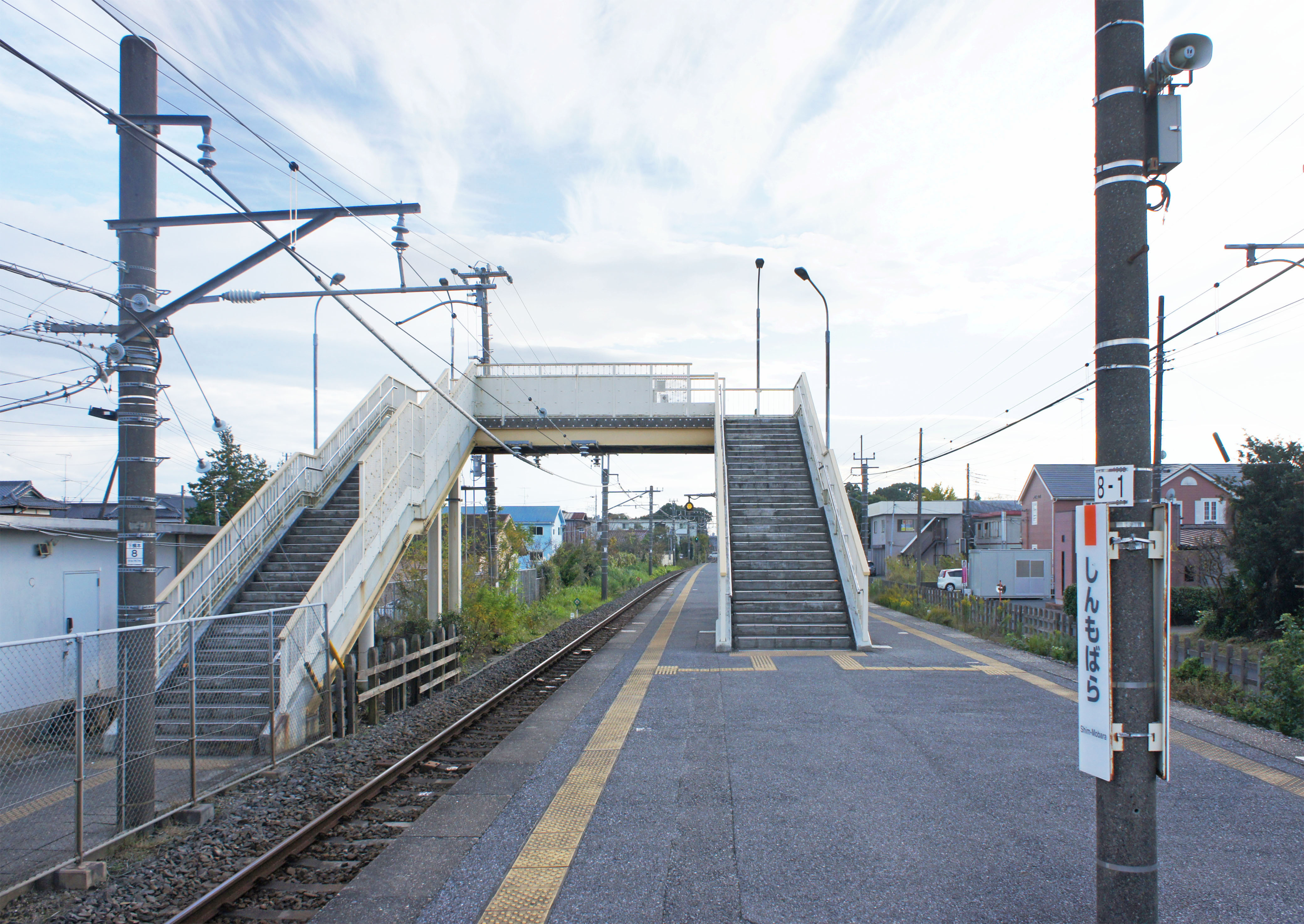
月台（2021年11月）

此站是地面車站，設有1面2線的島式月台。月台沒有提高高度。車站大樓與月台之間設有跨線橋連接。
此站是由茂原站管理的業務委託車站，委托JR東日本車站服務負責車站業務。此站設有自動售票機和簡易Suica閘機。此站沒有綠色窗口和自動閘機。
在2010年（平成22年）2月10日起，引入了外房線PRC型自動廣播系統。

### 月台
| 月台 | 路線    | 上下行 | 方向               |
| ---- | ------- | ------ | ------------------ |
| 1    | ■外房線 | 下行   | 茂原、安房鴨川方向 |
| 2    | ■外房線 | 上行   | 千葉、東京方向     |

參考
- 月台可容納10卡車廂。

## 使用狀況
在2019年（令和元年）度1日平均乘車人次為1,259人，以下為乘車人次變化列表：
| 乘車人次變化       | 乘車人次變化     | 乘車人次變化 |
| 年度               | 1日平均 乘車人次 | 參考資料     |
| ------------------ | ---------------- | ------------ |
| 1990年（平成02年） | 1,309            | [ * 1 ]      |
| 1991年（平成03年） | 1,392            | [ * 2 ]      |
| 1992年（平成04年） | 1,463            | [ * 3 ]      |
| 1993年（平成05年） | 1,513            | [ * 4 ]      |
| 1994年（平成06年） | 1,507            | [ * 5 ]      |
| 1995年（平成07年） | 1,526            | [ * 6 ]      |
| 1996年（平成08年） | 1,510            | [ * 7 ]      |
| 1997年（平成09年） | 1,481            | [ * 8 ]      |
| 1998年（平成10年） | 1,468            | [ * 9 ]      |
| 1999年（平成11年） | 1,501            | [ * 10 ]     |
| 2000年（平成12年） | 1,489            | [ * 11 ]     |
| 2001年（平成13年） | 1,443            | [ * 12 ]     |
| 2002年（平成14年） | 1,441            | [ * 13 ]     |
| 2003年（平成15年） | 1,391            | [ * 14 ]     |
| 2004年（平成16年） | 1,417            | [ * 15 ]     |
| 2005年（平成17年） | 1,455            | [ * 16 ]     |
| 2006年（平成18年） | 1,408            | [ * 17 ]     |
| 2007年（平成19年） | 1,446            | [ * 18 ]     |
| 2008年（平成20年） | 1,491            | [ * 19 ]     |
| 2009年（平成21年） | 1,452            | [ * 20 ]     |
| 2010年（平成22年） | 1,340            | [ * 21 ]     |
| 2011年（平成23年） | 1,318            | [ * 22 ]     |
| 2012年（平成24年） | 1,287            | [ * 23 ]     |
| 2013年（平成25年） | 1,282            | [ * 24 ]     |
| 2014年（平成26年） | 1,237            | [ * 25 ]     |
| 2015年（平成27年） | 1,252            | [ * 26 ]     |
| 2016年（平成28年） | 1,226            | [ * 27 ]     |
| 2017年（平成29年） | 1,213            | [ * 28 ]     |
| 2018年（平成30年） | 1,233            | [ * 29 ]     |
| 2019年（令和元年） | 1,259            |              |

## 1985年的常備貨車
- 由三井東壓化學（日语：三井東圧化学）擁有
  - TaKi 5200形（日语：国鉄タキ5200形貨車）（甲醇專用）3輛
  - TaMu 3050形（日语：国鉄タム3050形貨車）（福爾馬林專用）2輛
  - TaKi 8000形（日语：国鉄タキ8000形貨車）（福爾馬林專用）1輛
  - TaKi 24400形（日语：国鉄タキ24400形貨車）（丙烯酸酰胺液體專用）5輛
  - TaSa 4100形（液化氨專用）5輛

參考資料

## 車站周邊
在阿久川（一宮川支流）對面設有許多工廠。在舊日本軍茂原海軍航空基地中設有許多地堡，現時續漸被拆毀。
- 國道128號（日语：国道128号）
- 千葉縣道293號茂原環狀線（日语：千葉県道293号茂原環状線）
- 茂原警署（日语：茂原警察署）新茂原派出所
- 新茂原站前郵局
- 茂原汽車訓練學校
- 茂原市立新茂原幼稚園
- 三井化學市原工場茂原中心
- 澤井製藥（日语：沢井製薬）關東工場
- 茂原中央商場（日语：茂原セントラルモール）
- Beisia（日语：ベイシア）茂原店
- Cainz（日语：カインズ）茂原店
- 宜得利茂原店

## 巴士路線
| 乘車處     | 乘車處           | 系統                             | 主要途經     | 目的地       | 巴士公司     |
| ---------- | ---------------- | -------------------------------- | ------------ | ------------ | ------------ |
| 新茂原站前 | 東部（東鄉）路線 | 生涯大學入口、長生醫院、東綠小學 | 茂原站東出口 | 茂原市民巴士 | 只於平日服務 |
| 新茂原站前 | 東部（東鄉）路線 | 萩原町                           | 茂原站東出口 | 茂原市民巴士 | 只於平日服務 |

從前設有大網09系統，行走於茂原站～大網站之間，只於星期六設有1往返班次，現已取消。

## 相鄰車站
東日本旅客鐵道（JR東日本）
■外房線
■通勤快速、■快速（除了日間時段以外，途經京葉線）、■快速（途經總武線）
通過
■快速（日間時段，途經京葉線）、■普通（各站停車）
本納－新茂原－茂原

## 注腳

### 使用狀況
1. ↑  千葉縣統計年鑑 （页面存档备份，存于）（日語） - 千葉縣
2. ↑  統計もばら （页面存档备份，存于）（日語） - 茂原市

JR東日本2000年度以後的乘車人次
1. ↑  各駅の乗車人員（2000年度） （页面存档备份，存于）（日語） - JR東日本
2. ↑  各駅の乗車人員（2001年度） （页面存档备份，存于）（日語） - JR東日本
3. ↑  各駅の乗車人員（2002年度） （页面存档备份，存于）（日語） - JR東日本
4. ↑  各駅の乗車人員（2003年度） （页面存档备份，存于）（日語） - JR東日本
5. ↑  各駅の乗車人員（2004年度） （页面存档备份，存于）（日語） - JR東日本
6. ↑  各駅の乗車人員（2005年度） （页面存档备份，存于）（日語） - JR東日本
7. ↑  各駅の乗車人員（2006年度） （页面存档备份，存于）（日語） - JR東日本
8. ↑  各駅の乗車人員（2007年度） （页面存档备份，存于）（日語） - JR東日本
9. ↑  各駅の乗車人員（2008年度） （页面存档备份，存于）（日語） - JR東日本
10. ↑  各駅の乗車人員（2009年度） （页面存档备份，存于）（日語） - JR東日本
11. ↑  各駅の乗車人員（2010年度） （页面存档备份，存于）（日語） - JR東日本
12. ↑  各駅の乗車人員（2011年度） （页面存档备份，存于）（日語） - JR東日本
13. ↑  各駅の乗車人員（2012年度） （页面存档备份，存于）（日語） - JR東日本
14. ↑  各駅の乗車人員（2013年度） （页面存档备份，存于）（日語） - JR東日本
15. ↑  各駅の乗車人員（2014年度） （页面存档备份，存于）（日語） - JR東日本
16. ↑  各駅の乗車人員（2015年度） （页面存档备份，存于）（日語） - JR東日本
17. ↑  各駅の乗車人員（2016年度） （页面存档备份，存于）（日語） - JR東日本
18. ↑  各駅の乗車人員（2017年度） （页面存档备份，存于）（日語） - JR東日本
19. ↑  各駅の乗車人員（2018年度） （页面存档备份，存于）（日語） - JR東日本
20. ↑  各駅の乗車人員（2019年度） （页面存档备份，存于）（日語） - JR東日本

千葉縣統計年鑑
1. ↑  千葉縣統計年鑑（平成3年） （页面存档备份，存于）（日語）
2. ↑  千葉縣統計年鑑（平成4年） （页面存档备份，存于）（日語）
3. ↑  千葉縣統計年鑑（平成5年） （页面存档备份，存于）（日語）
4. ↑  千葉縣統計年鑑（平成6年） （页面存档备份，存于）（日語）
5. ↑  千葉縣統計年鑑（平成7年） （页面存档备份，存于）（日語）
6. ↑  千葉縣統計年鑑（平成8年） （页面存档备份，存于）（日語）
7. ↑  千葉縣統計年鑑（平成9年） （页面存档备份，存于）（日語）
8. ↑  千葉縣統計年鑑（平成10年） （页面存档备份，存于）（日語）
9. ↑  千葉縣統計年鑑（平成11年） （页面存档备份，存于）（日語）
10. ↑  千葉縣統計年鑑（平成12年） （页面存档备份，存于）（日語）
11. ↑  千葉縣統計年鑑（平成13年） （页面存档备份，存于）（日語）
12. ↑  千葉縣統計年鑑（平成14年） （页面存档备份，存于）（日語）
13. ↑  千葉縣統計年鑑（平成15年） （页面存档备份，存于）（日語）
14. ↑  千葉縣統計年鑑（平成16年） （页面存档备份，存于）（日語）
15. ↑  千葉縣統計年鑑（平成17年） （页面存档备份，存于）（日語）
16. ↑  千葉縣統計年鑑（平成18年） （页面存档备份，存于）（日語）
17. ↑  千葉縣統計年鑑（平成19年） （页面存档备份，存于）（日語）
18. ↑  千葉縣統計年鑑（平成20年） （页面存档备份，存于）（日語）
19. ↑  千葉縣統計年鑑（平成21年） （页面存档备份，存于）（日語）
20. ↑  千葉縣統計年鑑（平成22年） （页面存档备份，存于）（日語）
21. ↑  千葉縣統計年鑑（平成23年） （页面存档备份，存于）（日語）
22. ↑  千葉縣統計年鑑（平成24年） （页面存档备份，存于）（日語）
23. ↑  千葉縣統計年鑑（平成25年） （页面存档备份，存于）（日語）
24. ↑  千葉縣統計年鑑（平成26年） （页面存档备份，存于）（日語）
25. ↑  千葉縣統計年鑑（平成27年） （页面存档备份，存于）（日語）
26. ↑  千葉縣統計年鑑（平成28年） （页面存档备份，存于）（日語）
27. ↑  千葉縣統計年鑑（平成29年） （页面存档备份，存于）（日語）
28. ↑  千葉縣統計年鑑（平成30年） （页面存档备份，存于）（日語）
29. ↑  千葉縣統計年鑑（令和元年） （页面存档备份，存于）（日語）

## 外部連結
- 車站資訊（新茂原）：東日本旅客鐵道（日語）